# The Time of Our Lives
A The Time of Our Lives az Il Divo együttes és Toni Braxton amerikai énekesnő kislemeze. A dal a 2006-os futball-világbajnokság dala volt, és egyben Braxton ötödik albuma, a Libra európai kiadásának második kislemeze (az albumnak csak az új, németországi kiadásán szerepel). A dal videóklipjét Nigel Dick rendezte.
Az Il Divo korábban feldolgozta Braxton Un-Break My Heart című slágerét.

## Számlista
CD kislemez
1. The Time of Our Lives (Radio Edit)
2. Isabel

CD maxi kislemez
1. The Time of Our Lives (Radio Edit)
2. Isabel
3. The Time of Our Lives (Original Version)
4. Heroe
5. The Time of Our Lives (videóklip)

## Helyezések
| Slágerlista (2006)   | Legmagasabb helyezés |
| -------------------- | -------------------- |
| Eurochart Hot 100    | 52                   |
| Euro 200             | 71                   |
| Német kislemezlista  | 17                   |
| Norvég VG-lista      | 16                   |
| Olasz kislemezlista  | 24                   |
| Ö3 Austria Top 40    | 24                   |
| Svájci kislemezlista | 8                    |